# LG Weserbergland
Die LG Weserbergland ist eine deutsche Leichtathletikgemeinschaft. Sie wurde 1998 gegründet und besteht aus den Vereinen MTV Coppenbrügge, TSG Emmerthal, TSC Fischbeck, ESV Eintracht Hameln und VfL Hameln. Heimat der LG Weserbergland ist das Weserberglandstadion in Hameln.
In den Jahren 2006–2008 war die LG Weserbergland insbesondere für ihre starken Frauensprintstaffeln bekannt, die 2006, in der 4-mal-100-Meter-Staffel mehrfach den deutschen Meistertitel gewannen. Daneben zeichnet sich die LG Weserbergland durch ihre hervorragende Nachwuchsarbeit aus, aus der sich immer wieder Talente bis in die deutsche Spitze entwickeln.

## Weblink
- LG Weserbergland